# Papil

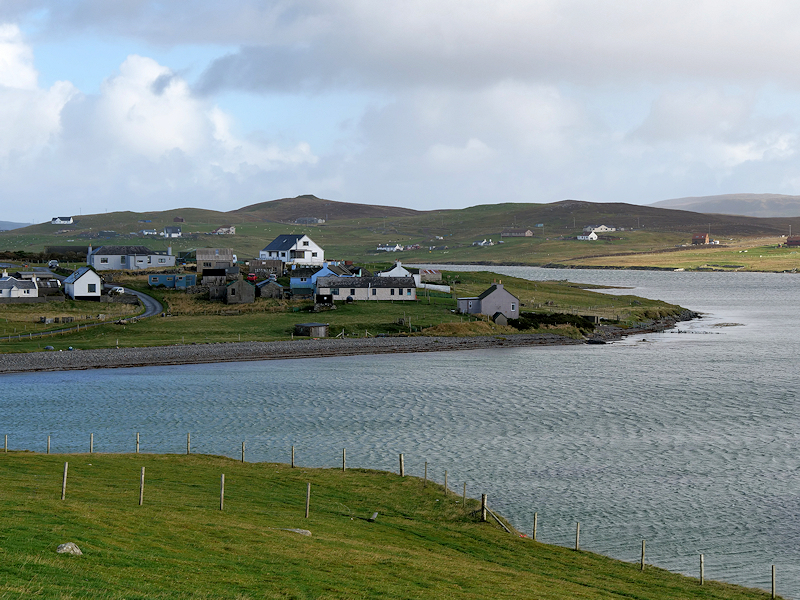
Blick von Süden auf den Ort

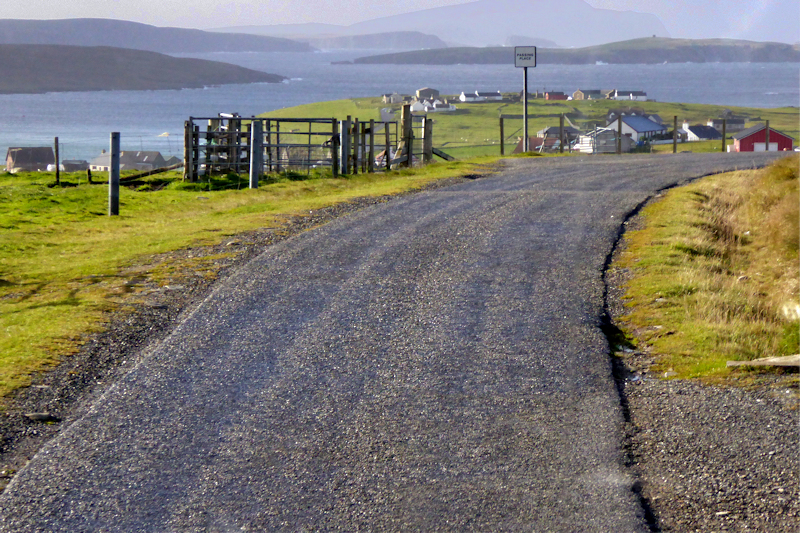
Blick von Norden auf den Ort

Papil ist eine Ortschaft, die im Südwesten der zu Schottland zählenden Shetlands liegt.

## Geographie
Papil ist eine kleine Siedlung, die im Süden der Insel West Burra liegt. Im Osten verläuft der Übergangsbereich zwischen den Meeresbuchten West Voe und South Voe. Ortschaften in der Nähe sind Bridge End im Nordosten, Duncansclett im Südwesten sowie Houss auf der anderen Seite der Buchten. 

## Historisches
Im Rahmen der historischen Gliederung Schottlands in Civil Parishes zählt Papil zu Lerwick. Die baulichen Reste der Kirche des Ortes mit dem Papil Stone sind 1968 als Scheduled Monument eingestuft worden.